# Synaptogenese
Synaptogenese is het ontstaan of de aanleg van synapsen – de contactplaatsen tussen zenuwcellen, spiervezels en kliercellen – in het hersen- en zenuwstelsel. Synaptogenese is een spontaan proces dat al zeer vroeg optreedt en er, samen met pruning, voor zorgt dat specifieke netwerken worden aangelegd. Deze overdaad aan 'infrastructuur' van netwerken maakt het leren mogelijk, van zowel kennis als zodanig als vaardigheden.
Onderzoekers gaan ervan uit dat de aangelegde netwerken ook door omgevingsstimuli moeten geactiveerd worden om te blijven voortbestaan en zich verder te ontwikkelen. Dit laatste kan op alle leeftijden nog, maar er zijn gevoelige perioden voor gemakkelijke aanleg van specifieke netwerken. 
In de eerste twee levensjaren van de mens worden de bestaande hersencellen volwassen, worden de axonen gemyeliniseerd, en gaan zij steeds meer verbindingen met andere hersencellen maken door toenemende synapsvorming. Dit proces heet synaptogenese.
Bij de geboorte heeft elke hersencel zowat 2500 synapsen. Dit aantal is tegen het derde levensjaar opgelopen tot een maximum van zowat 15.000 per cel, wanneer ook de dendrieten een enorme groei hebben doorgemaakt. Door deze toename zijn de hersenen in de jeugd het meest gevoelig voor leren. Pruning zal ervoor zorgen dat een groot aantal van de ongebruikte verbindingen weer wordt ongedaan gemaakt, zodat het opnieuw aanleggen daarvan op latere leeftijd moeizamer zou verlopen, al is het niet onmogelijk. Synaptogenese treedt, in tegenstelling tot wat wetenschappers tot de jaren zestig van de twintigste eeuw geloofden, ook bij volwassenen op. Bijvoorbeeld wanneer mensen in een nieuwe uitdagende situatie worden geplaatst, treedt dit proces opnieuw in werking. Dit is mogelijk dankzij de plasticiteit van de hersenen.
Het aantal synaptische verbindingen dat in de menselijke hersenen gemiddeld tegelijk aanwezig is wordt door wetenschappers geschat op 60x1012 of 'zoveel als er sterren aan de hemel staan'. 
Synaptogenese (evenals pruning) verloopt niet op elk moment en op iedere plaats in de hersenen gelijkmatig. In de visuele schors (achteraan in de hersenen) treedt het vooral tijdens een periode van de tweede tot de vierde maand na de geboorte op aan een tempo van ongeveer honderdduizend synapsen per seconde. In de frontale schors volgt pas veel later een synaptogenetische golf. Synaptogenese kent algemeen een hoogtepunt in achtereenvolgens de primaire sensorische gebieden (waarneming), de motorische (handelen) gebieden, de associatiegebieden (zintuiglijke integratie) en ten slotte, tijdens de puberteit, de prefrontale gebieden (hogere menselijke vaardigheden). Ontwikkeling van hersengebieden gebeurt dus niet gelijkmatig maar volgens een hiërarchisch patroon.
De ontwikkeling van vaardigheden gedurende een synaptogenetische periode wordt hierdoor slechts ten dele verklaard. Ook pruning en het voldoende voor komen van de nodige omgevingsprikkels spelen een onontbeerlijke rol in de ontwikkeling ervan.